# White Queen (As It Began)
«White Queen (As It Began)» (в переводе с англ. — «Белая королева (Как всё началось)») — песня британской рок-группы Queen с их второго студийного альбома Queen II. Автором песни стал гитарист группы Брайан Мэй.

## О песне
По мнению критика из AllMusic, эта ритмичная баллада стала культовой среди многих поклонников группы. Текст песни достаточно мрачный, но захватывающий: «My goddess hear my darkest fear, I speak too late It’s for evermore that I wait» («Моя богиня, выслушай мое самое мрачное опасение, я говорю слишком поздно, моё ожидание продлится вечность»), лирический герой — изящная скорбящая женщина. Песня заканчивается прощальным обращением главной героини к слушателю: «Dear friend goodbye, no tears in my eyes, so sad it ends, as it began» («Дорогой друг, прощай, ни капли слез в моих глазах, всё заканчивается так же грустно, как и начиналось»). В песне присутствует грациозная гитарная мелодия, которая впоследствии становится тяжелее. Всё это сопровождается партиями ударных и напыщенным хором, подчеркивающим драматичность песни, а вокальное исполнение Фредди Меркьюри усиливает трагичность. Песня никогда не выходила в качестве сингла, однако в 1977 песня вышла на стороне «Б» сингла «Good Old-Fashioned Lover Boy» в рамках Queen's First EP.

## Создание
В 1982 году Брайан Мэй поделился в интервью своими воспоминаниями о создании песни:

У меня была старая, дешевая гитара Hairfred, из неё извлекался гудящий звук. Она использовалась при записи песен «Jealousy» и «White Queen (As It Began)». Я такого ещё никогда не видел. Мне пришлось немного изменить конструкцию этой гитары, чтобы сделать её звучание похожим на звучание ситара. Я снял стандартный струнодержатель и поставил вместо него деревянный. Я оттачивал его, пока он не стал такой же высоты, как и лады. Струны аккуратно лежали на ладах, что делало звучание Hairfred похожим на звучание ситара.
Оригинальный текст (англ.)I have a very old, cheap Hairfred which makes that buzzy sound that's on Jealousy and White Queen. I've never seen another one like it. I made it sound like a sitar by taking off the original bridge and putting a hardwood bridge on. I chiseled away at it until it was flat and stuck little piece of fretwire material underneath. The strings just very gently lay on the fretwire, and it makes that sitar-like sound.

## Концертные исполнения
Группа исполняла песню на своих концертах с Queen II Tour до тура A Day at the Races Tour. Концертные исполнения отличаются от студийной записи тем, что Брайан играл на своей Red Special, а Фредди играл на рояле.

## Участники записи
- Фредди Меркьюри — вокал
- Брайан Мэй — электрогитара, акустическая гитара
- Джон Дикон — бас-гитара
- Роджер Тейлор — ударные